# Proměny
Proměny (latinsky Metamorphoses) jsou největší dílo římského básníka Ovidia. Dílo má podobu mnoha do 15 knih uspořádaných krátkých epických básní v daktylském hexametru, které vyprávějí řecké a římské mytické příběhy, jimž byl společný motiv proměny.

## Obsah

### 1. kniha

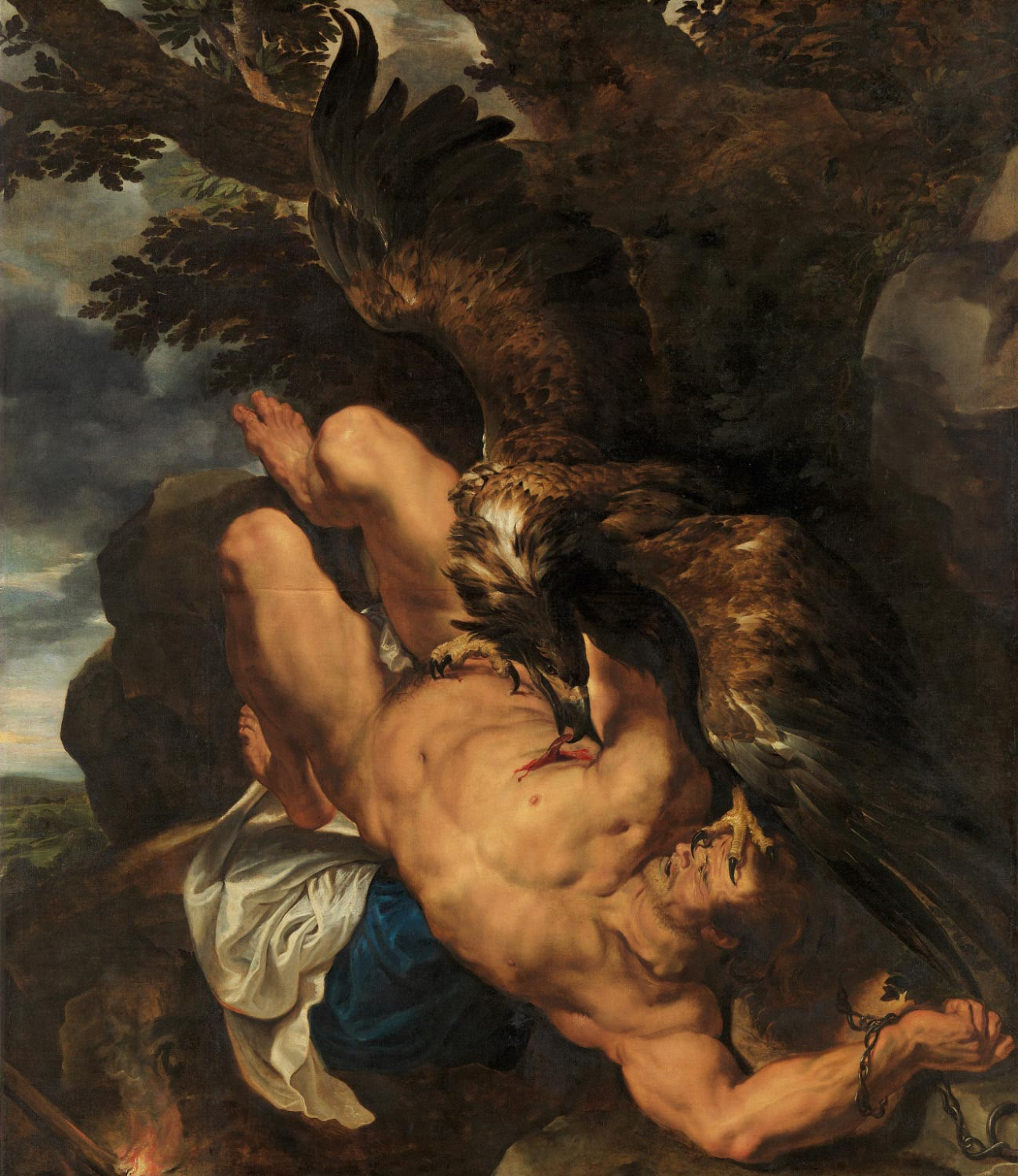
Prométheus od Rubense, cca 1611

- Počátek světa – Bohové stvoří svět a člověka, který dostal podobu od Prométhea; v této části se promění chaos v řád a čerstvá země v člověka (uhnětena Prométheem).
- Čtvero věků – historické epochy – zlatý bezstarostný věk, stříbrný, bronzový a železný krutý věk – sestupná tendence, propadání se do nejistoty, zmatků a válek; proměna: nejspíše přechod jednoho věku v druhý.
- Záhuba Gigantů – Giganti byli poraženi Jovem (řecky Diem) a zasypáni stavbou, kterou stavěli, aby se dostali na Olymp. proměna: do krve Gigantů vložila matka Země život, z nějž vzešlo po krutosti lačnící lidské plemeno.
- Lykáón – zpupný král Lykáón provokuje Jova nabízeje mu lidské maso a je strašlivě ztrestán; proměna: Lykáón je změněn ve vlka.
- Potopa – rozhněvaný Jupiter sešle na zem potopu, jež zahubí takřka vše živé; proměna: snad země v moře. Deukalion a Pyrrha byli jediní, kteří přežili potopu.
- Deukalión a Pyrrha – vypráví příběh lidí, kteří jako jediní přežili potopu; proměna: Deukalión a Pyrrha byli vyzváni, aby za sebe házeli kosti vznešené matky (kameny) – ty se měnily v nové lidi.
- Pýthón – země rodí všelicos – i draka Pýthóna, jejž zastřelí Apollón; proměna: ze země se zrodivší drak Pýthón.
- Dafné – Apollón se zamiloval do nymfy Dafné, ta před ním prchá, a aby byla zachráněna, je změněna ve vavřín.
- Íó – Jupiter se zamiluje do nymfy Íó, aby ji ukryl před žárlivou manželkou Junonou (řecky Hérou), promění ji v sličnou kravku, tu si vyžádá Juno a dá ji hlídat stookým obrem Argem, Jupiter vyšle Merkura (řecky Herma), aby ji vysvobodil. Merkur Arga uspí, zabije a Íó může nabýt původního vzhledu.
- Syrinx – Merkur vypráví Argovi příběh o nymfě Sýrinx, do níž se zamiloval bůh Pan a která se na útěku před ním změnila v rákos.

### 2. kniha

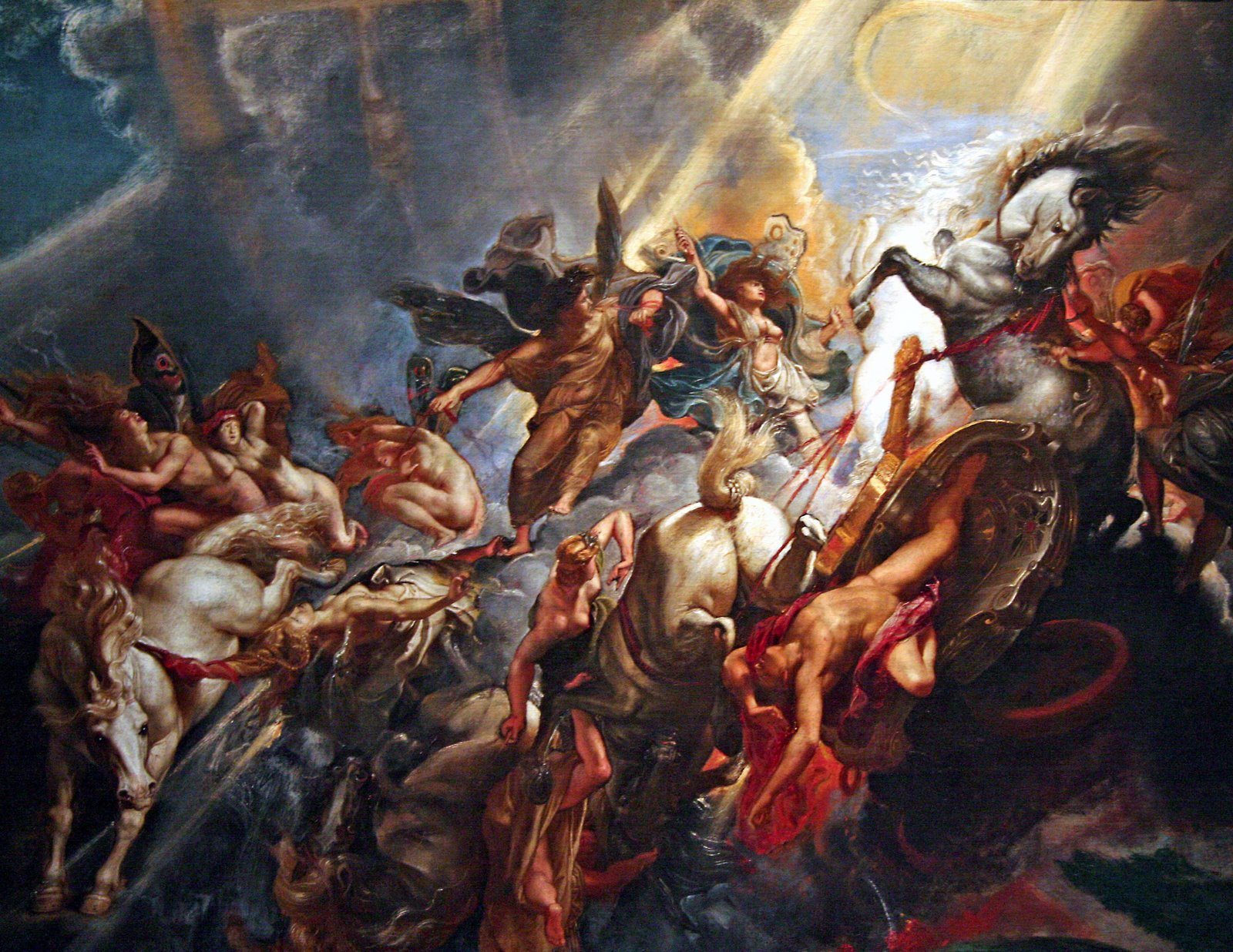
Peter Paul Rubens – Faethónův pád (zhruba 1604–1605)

Rembrandt van Rijn – Únos Európy (1632)

- Faëthon – Faëthon, syn slunečního boha Sóla (řecky Hélia) se na svém otci domůže toho, aby směl řídit jeho ohnivé spřežení (slunce). Divoké koně však neukočíruje, ohrožuje zemi i nebe a je sražen Jovovým bleskem. proměna: snad proměna pleti národů aithiopských (černochů) poté, co se k nim velmi přiblížil splašený ohnivý vůz.
  - Héliovny – Sestry Faëthontovy byly, lkajíce nad ztrátou bratra, proměněny ve stromy, jejich slzy v jantar.
  - Kyknos – Kyknos, přítel Faëthontův, byl, lkaje nad ztrátou druha, proměněn v labuť.
- Kallistó a Arkas – Jupiter dostane zálusk na krásnou Kallistó, kterou posléze Júnó promění v medvěda. Aby ji později její syn Arkás omylem, domnívaje se, že bojuje s medvědem, nezabil, jsou oba vzati jako nová souhvězdí na oblohu.
- Korónis
  - Havran a vrána – Havran zpozoroval „nevěru“ krásné Korónis, oblíbenkyně Apollóna, a spěchal to ohlásit. Na cestě ho varovala vrána vyprávějíc své osudy – bývala krásnou princeznou, zamiloval se do ní Neptun (řecky Poseidón) a ona na útěku před ním byla změněna ve vránu; následně chvátala zvěstovat Minervě (řecky Athéně), že dívka Aglauros nesplnila svůj slib a podívala se na Minervina syna Erichthonia, Minerva ji však pro udavačství zavrhla. Havran výstrah nedbal, Apollóna zpravil, ten proklál Korónis šípem. Následně litoval a havrana zavrhl. Z Koronina lůna zachránil syna Asklépia, jejž dal na vychování ke kentauru Cheirónovi
  - Okyrhoé – Cheironova dcera Okyrhoé byla, věštíc příští osudy Asklépiovi a smrt Cheironovi, proměněna v koně.
- Battos – Battos jediný věděl, kam ukryl Merkur Apollónovi ukradený skot. Slíbil Merkurovi, že nepromluví, avšak ještě přestrojenému Merkurovi za nabídku odměny vše prozradil. Za trest byl proměněn v kámen.
- Aglauros – Merkurovi se zachce krásné Hersé. Její sestra Aglauros po něm žádá za zprostředkování zlato. Minerva (viz prohřešek Aglauros s Erichthoniem) toho má již dost. Sešle na Aglauros Závist, která způsobí, že Aglauros nechce pomáhat Merkurovi a je proměněna v sochu
- Európé – Jupiter přijme na se podobu býka, v níž unese královu dceru Európé na Krétu.
- Kadmos – Európin bratr K. má za úkol svoji sestru najít. Nemoha tento úkol splnit, vydá se najít zem, kde by mohl žít. Zabije nebezpečného draka, zaseje jeho zuby – z nich vzejde skupina bojovníků (proměna), která se ihned pustí do bratrovražedného boje. Zbude pět mužů, s nimiž Kadmos založí město Théby.

### 3. kniha
- Aktaión – Kadmův vnuk A. nahodile spatří nahou bohyni lovu Dianu (ř. Artemis), je proměněn v jelena a uštván vlastními psy.
- Semelé – Kadmova dcera Semelé čeká dítě s Jovem. Žárlivá Júno se promění ve stařenu a namluví S., aby žádala po Jovovi, aby se jí ukázal ve své pravé podobě, což člověk nemůže přežít. Semelé zemře, ale ještě nenarozený syn Bakchos (ř. Dionýsos) je zachráněn.
- Teiresiás – T. byl na sedm let proměněn v ženu, a poznalť tak rozkoš z „obojí strany“, byl zvolen za soudce ve sporu Jova s Júnónou o to, čí rozkoš je větší. T. potvrdil Jovovo mínění, že větší je rozkoš ženská, a byl za to Júnónou oslepen a na oplátku Jovem nadán věšteckým duchem.
- Narkissos a Échó – sličný N. je hluchý k tužbám zamilované nymfy Écho (byla Júnónou odsouzena k tomu, že může pouze opakovat slyšené, protože ji často zdržovala, když Jupiter dlel na svých záletech), ta se zoufalstvím proměnila v pouhý zvuk (echo – ozvěna). N. se posléze zamiloval do svého obrazu na vodní hladině a láskou zemřel. Po smrti se proměnil v květinu narcis.
- Pentheus a Bakchos – thébský král P. odmítá uctívat Bakcha a zajme hocha Akoita, jenž mu vypráví, jak byli v delfíny proměněni piráti, kteří chtěli Bakcha s jeho družinou unést, P. nedbá výstrah a je rozsápán vlastními sestrami a matkou zfanatizovanými bakchanáliemi.

### 4. kniha
- Minyovny – sestry M. odmítají uctívat Bakcha a raději si vyprávějí příběhy:
a) Pýramos a Thisbé – o nešťastné lásce P. a T. z nesvářených babylónských rodů, která skončí sebevraždou obou, plody moruše, pod níž se to stalo, od té doby na sebe vzaly červenou barvu krve
b) Mars a Venuše – Vulkán (ř. Hefaistos) na Solovo upozornění polapí svoji ženu Venuši (ř. Afroditu) in flagranti s Martem (ř. Áreem), chytí je do sítě a vydá na posměch ostatním bohům
c) Leukothoé a Klytié – Sól se zamiluje do dívky L., jeho dřívější milenka K. to rozhlásí a Leukothiin otec svoji dceru pohřbí zaživa, Sól ji vezme zemi, avšak oživit ji nemůže a L. se promění v kadidlovník. Zcela opuštěná K. se promění ve slunečnici, jež se stala otáčí za svým mileným Solem
d) Hermafrodítos a Salmakis – syn Herma a Afrodity je objektem vášně nymfy S., o níž nemá zájem. Nakonec H. i S. srostou v jedno žensko-mužské tělo
- Po skončení rozprávky jsou Minyovny proměněny v netopýry
- Ínó a Athamás – Júnóně se nelíbí štěstí Semeliny sestry a vychovatelky Jovova syna Bakcha Í. a jejího manžela A., způsobí jejich šílenství. A. zabije svého syna Learcha. Ínó s dalším synem Melikartem se vrhají do vln. Í. byla proměněna v mořskou bohyni Leukotheu a Melikartés v boha plavců Palaimóna. Bědující Íniny družky se proměnily zčásti v kameny, zčásti v ptáky.
- Kadmos a Harmoniá – neštěstím svých potomků sužovaní manželé jsou oba zároveň proměněni v hady
- Příběhy Perseovy
a) Atlás – Jovův sny Perseus (Jupiter ho zplodil s Danae, k níž se dostal v podobě zlatého deště) získav hlavu Medúsy, promění v pohoří obra Atlanta, který mu nechtěl dopřát zlatých jablek
b) Andromeda – P. zachrání A., která měla být obětována mořské obludě kvůli pýše své matky Kassiopei, proměniv obludu pomocí Medúsiny hlavy v kámen
c) Medúsa – Perseus vypráví o tom, jak zabil Gorgonu Medúsu a jak přišla M. ke svým do vlasů vpleteným hadům – bylať zneuctěna Neptunem v Minervině chrámu a cudná Minerva změnila její překrásné vlasy v klubko hadů

### 5. kniha

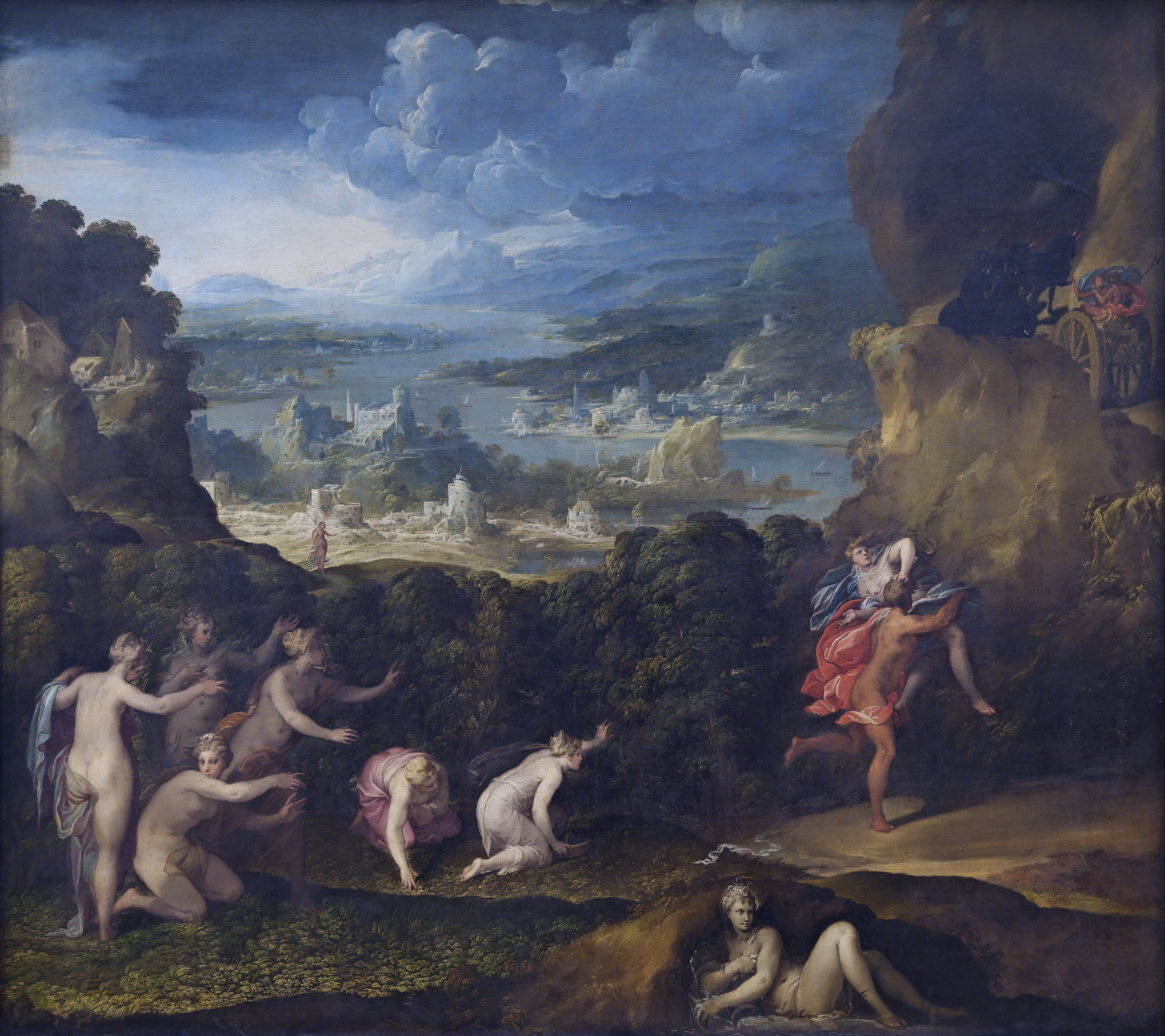
Únos Persefony

- - Fíneus – Andromedin strýc Fíneus uplatňoval své nároky na neteřinu ruku, napadl Persea, nastala krutá řež, Fíneus byl proměněn Medúsinou hlavou v kámen.
  - Proitos a Polydektés – Perseus pomohl dědovi Akrisiovi, poraziv Proita; Polydektés (král, jenž se ujal Danaé s Persem, když byli Akrisiem dáni napospas moři, avšak Polydektés bažil po Danaé a Perseus mu překážel) nevěřil Perseovi, že se zmocnil Gorgony, ten mi ji ukázal a Polydektés zkameněl
- Músy
  - Hipokréne – Pramen Hipokrénin vytryskl pod kopytem Bellerofontova oře Pegase.
  - Pyréneus – Pyréneus lstivě vlákal devět múz pod svou střechu, chtěl se na nich dopustit násilí, múzy ulétly a on, vrhnuv se z hradeb za nimi, bídně zahynul
  - Píerovny – devět dcer Piérových se odvážilo měřit své dovednosti s múzami; múza Kalliopé, doprovázena loutnou vypravuje:
    - Únos Persefony – Pluto (řecky Hádes) se zamiloval Cereřiny (řecky Deméteřiny) dcery Persefony a unesl ji.
      - Kyané – sicilská nymfa Kyané nedokázala zabránit Plutonovi v tom, aby si odnesl Persefonu do podsvětí a proměnila se v řeku
      - Stéllió – Persefona, pátrajíc po své dceři, promění drzého hocha v ještěrku; nakonec zjistí pravdu o pobytu své dcery
      - Askalafos – Askafalos udá Persefonu, že pojedla sedm zrnek granátového jablka, což jí zabraňuje opustit podsvětí. A je za udavačství proměněn ve výra
      - Seirény – Seirény, nymfí družky Persefoniny, nemohouce nalézt svou paní, jsou proměněny v sirény, lákající plavce do záhuby. Persefona nakonec tráví půl roku se svým podsvětním manželem a půl roku s matkou.
      - Arethúsa – Arethúsa vypráví Cereře o tom, jak byla, utíkajíc před dotěrným vodním bohem Alfeiem, proměněna v podzemní řeku.
      - Triptolemos a Lynkos – Triptolemos dostal od Cerery za úkol, aby po celé zemi rozesel obilná semena; skythský král Lynkos se chtěl semen zmocnit a Triptolema zabít. Byl však proměněn v rysa a musel se poté vyhýbat obdělávané půdě.

Píreovny, byvše poraženy, jsou múzami proměněny ve straky.

### 6. kniha

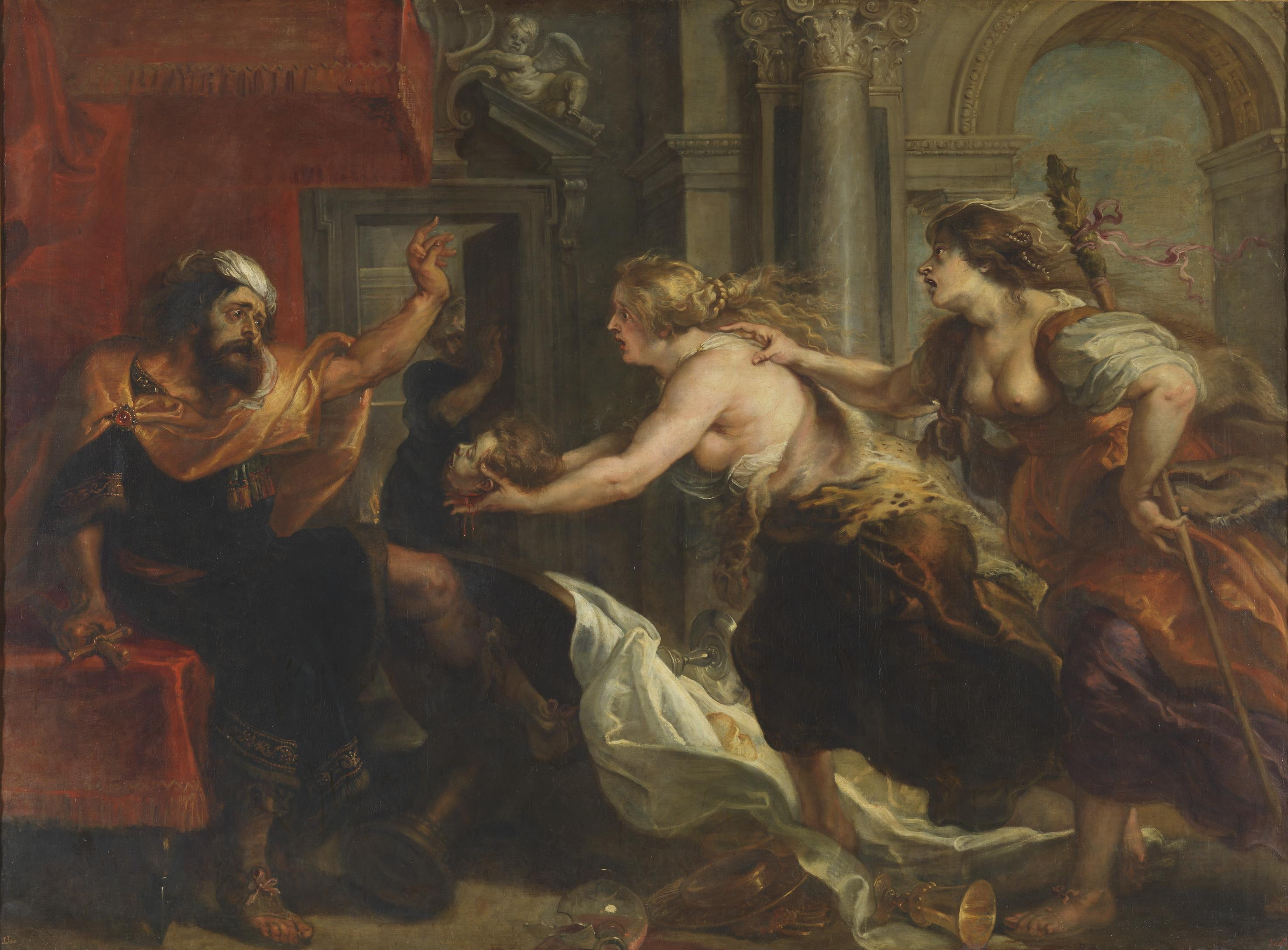
Prokné a Filoméla dávají Téreovi hlavu jeho syna

- Arachné – Arachné se pustí do soutěžení ve tkaní se samotnou Minervou. Utká veledílo, avšak uražená Minerva její výtvor zničí a Arachné promění v pavouka.
- Niobé – Niobé se vysmívá bohyni Létó, že má sedmkrát více synů i dcer. Létiny děti Apollón a Diana však Niobiny děti pobijí a Niobé se promění v mramorovou sochu
- Žáby – Létó promění sedláky, kteří jí brání napít se z rybníka, v žáby.
- Marsyas – Apollón, poraziv satyra M., z něj stáhne kůži; faunové a satyrové nad ním pláčou, ze slz vznikne řeka Marsyás
- Pelops – Tantalos chtěl vyzkoušet bohy, zabil svého syna Pelopse a připravil z něj pokrm, bozi se na Tantala rozhněvali, odsoudili ho k Tantalovým mukám a syna oživili, přičemž Pelopse Jupiter oživil a Ceres snědenou část ramene nahradili slonovinou
- Prokné a Filoméla – Prokné se vdala za Térea a požádala ho, aby jí přivezl sestru Filomélu, Téreus se do F. zamiloval, znásilnil ji, vyřízl ji jazyk, ona však utkaným kobercem sestru o všem spravila, Prokné zabila svého syna Itya a dala ho za pokrm Téreovi. Prokné byla proměněna ve vlaštovku, Filoméla ve slavíka a Téreus v dudka
- Boreás a Óreithyia – Větrný bůh Boreás unesl dceru krále Erechthea Óreithyia a zplodil s ní syny Zéta a Kalaida, kterým v dospívání narostlo peří.

### 7. kniha
- Médeia

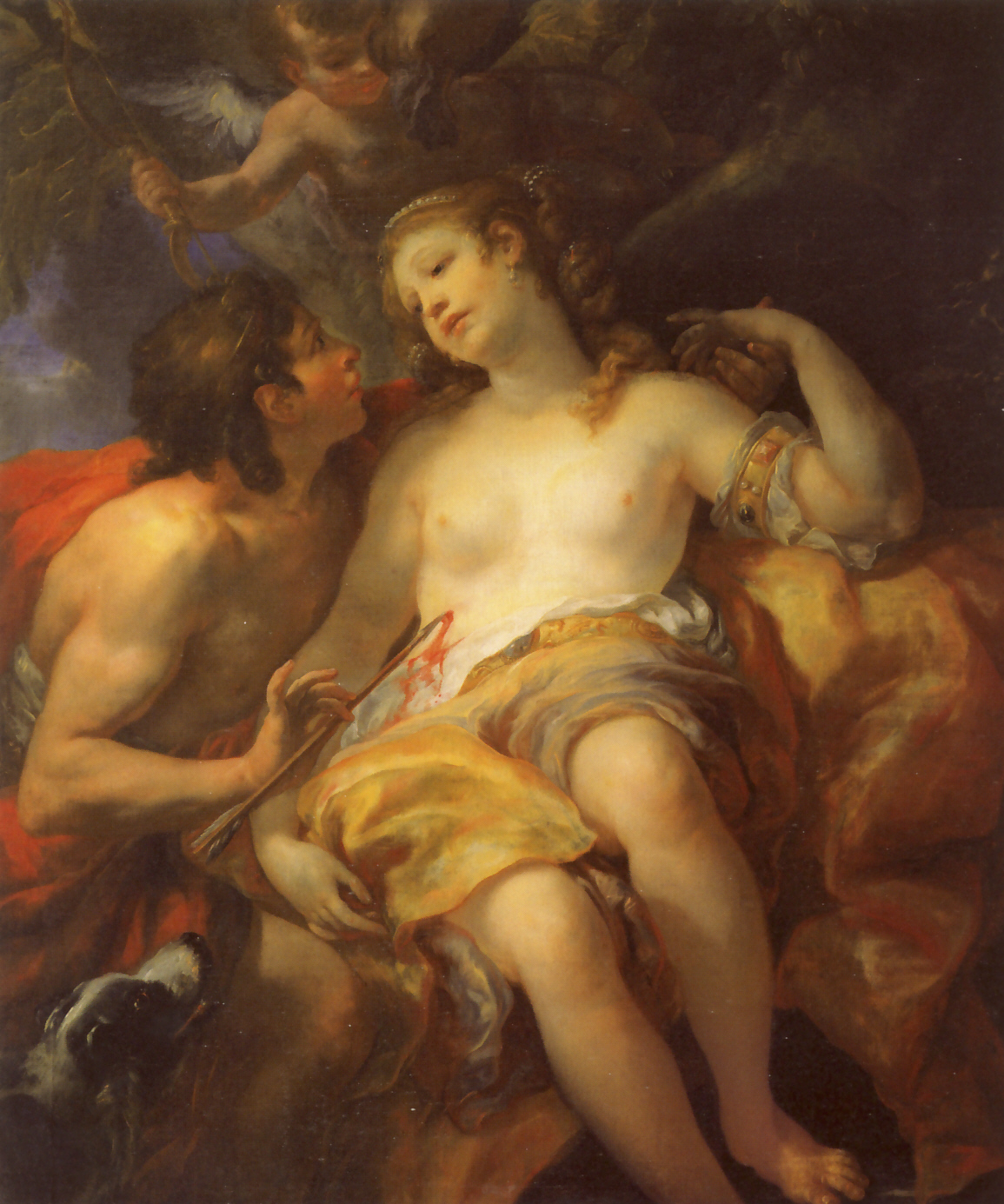
Kefalos a Prokris

  - Médeia a Iásón – Iásón se s Argonauty vypraví za zlatým rounem, král Aiétes vlastnící rouno jim uloží spoustu přetěžkých úkolů, Médeia, králova dcera se do Iásóna zamiluje a svým čarodějným uměním mu dopomůže ke splnění úkolů. proměna: ze zubů Martova draka se zrodivší bojovníci, s nimiž bylo Iásónovi bojovat.
  - Aisón – Médea pomocí čar omladí Iásónova otce Aisón, z nějž je hned zdravý mladík
  - Peliás – Médea slíbí dcerám krále Pelia (uchvatitele Aisónova trůnu, jenž vyslal Iásóna pro zlaté rouno, aby se ho zbavil), že Pelia též omladí, způsobí mu však smrt
  - Médeiin útěk – Iásón se ucházal o ruku královské dcery Glauky, Médea ji zahubila, zabila též dva Iásónovy a své syny, načež prchla ke králi Aigeovi do Athén; proměna: zmíněno bokem spoustu zázračných proměn (Kerambos v létavce, Liberův býček v jelena, ženy z Kóu, jimž narostly rohy, mrtvola dcery Alkimadovy v holubici, Fylios v labuť, jeho matka Hýrie v tůň, Kombé v létavce, kalaurský královský pár v ptáky, Kefísův vnuk v tuleně, lidská duše z deštěmilovných hub apod.)
- Théseus – Ke králi Aigeovi se dostaví ztracený syn Théseus, Médea ho chce zabít jedem připraveným z rostliny skáláku, vzniklé z Kerberových slin, jež tento nestvůrný pes vyprskal, vlečen Herkulem z podsvětí, Théseus se zachrání, Médea uprchne.
- Mínós – Mínoův syn Androgeós byl v Athénách zavražděn, otec se vydává na válečnou výpravu proti onomu městu; proměna: mimochodem zmíněna proměna Arné v kavku.
- Aiakos a Myrmidoni – aigínský král Aikos vypráví, jak se mu náhradou za lid pomřevší morem dostalo Myrmidonů – v lid proměněných mravenců
- Kefalos a Prokris – Kefalos se ožení s krásnou Prokris, dcerou Erechthea, zalíbí se však bohyni Auroře (řecky Éós), jež ho unese, on se však chce navrátit, hlodá v něm podezření vůči manželčině věrnosti, Aurora změní Kefalovi vzhled a ten pokouší manželčinu věrnost, ta nakonec takřka neodolá, ale protože se jedná o jejího manžela, manželé se smíří
  - Lailaps – Kefalos půjčil Lailaps, psa, jenž nikdy neztratil svoji kořist, Amfitryónovi, který hodlal chytit lišku, která neměla být nikdy dostižena; obě zvířata zkameněla

Kefalos zabije omylem Prokridu, jež ho pozoruje, snažíc se zjistit pravdu o domnělé Kefalově nevěře, svým zázračným kopím, domnívaje se, že vrhá kopí po divé zvěři

### 8. kniha

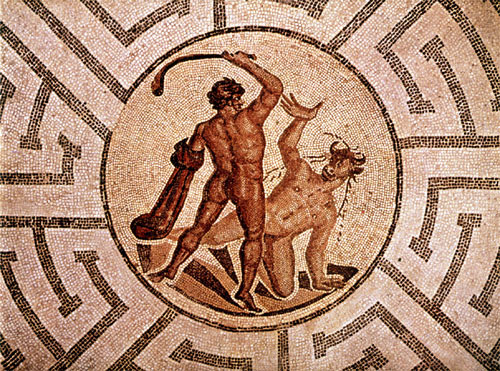
Římská mozaika zobrazuje Thesea, který zabíjí Mínotaura

- Skylla – Skyla byla dcerou megarského vládce Nísa, zamilovala se do Mínoa obléhajícího Alkathoy, vydala mu město, Mínos jí však pohrdl a ona se proměnila v mořského ptáka
- Mínótauros – Théseus osvobodí Athény od potupné daně placené v životech chlapců a dívek Mínoovi, s pomocí krétské královské dcery Ariadny usmrtiv nestvůru M.; na ostrově Naxu však T. Ariadnu zanechá, ta se stala Bakchovou manželkou a po smrti byla vzata na nebesa jako hvězda
- Daidalos a Íkaros – D., stavitel Mínoova labyrintu, chce uprchnout z Kréty, vyrobí pro sebe a pro svého syna I. křídla (symbolická proměna v létavce), I. však chtěl letět až ke slunci, vosk spojují peří roztál a I. zahynul
- Perdix – Daidalos dostal do učení synovce Talóa a uzřev, jak moc je onen šikovný, svrhl ho z hradeb, T. byl proměněn v čejku, D. musel uprchnout na Krétu, kde postavil labyrint pro Mínotaura
- Meleagros – Meleagrův otec Oineus jednou zapomněl vzdát oběť bohyni Dianě, jež za to seslala na jeho království strašlivého kalydonského kance. Při slavném a krvavém honu Meleagros zabil ve sporu o kance matčiny bratry. Rozzuřená Althaia, Melagrova matka, svého syna zahubila, spálivši poleno, na němž podle sudby závisel jeho život. Althaia i Melagrova žena Kleopatra spáchaly sebevraždu. Lkající Meleagrovy sestry se změnily v ptáky.
- Théseus u Achelóa – T. byv zastaven rozvodněným tokem A., se s ním dal do řeči
  - Echínady – Acheloós vypráví o tom, jak byla proměněna jeho, otcem do vln svržená milenka, Periméla v ostrov
  - Filémón a Baukis – Vyprávění o manželích Filomónovi a Baukis, kteří jako jediní pohostinně přijali Jova s Merkurem, za to se stali správci chrámu a bylo jim dopřáno, aby zemřeli pospolu, proměnivše se ve stromy – dub a lípa – a pořád se mohli dotýkat větvemi a být spolu,tak jak si přáli.
  - Erysichthón – vzpupný Erysichthón dal porazit posvátný Cereřin dub a byl za to postihnut strašlivým a neukojitelným hladem a nakonec se pozřel sám, začal dokonce prodávat svoji dceru Mnéstru, jež se dokázala proměňovat, unikajíc tak svým zákazníkům

### 9. kniha

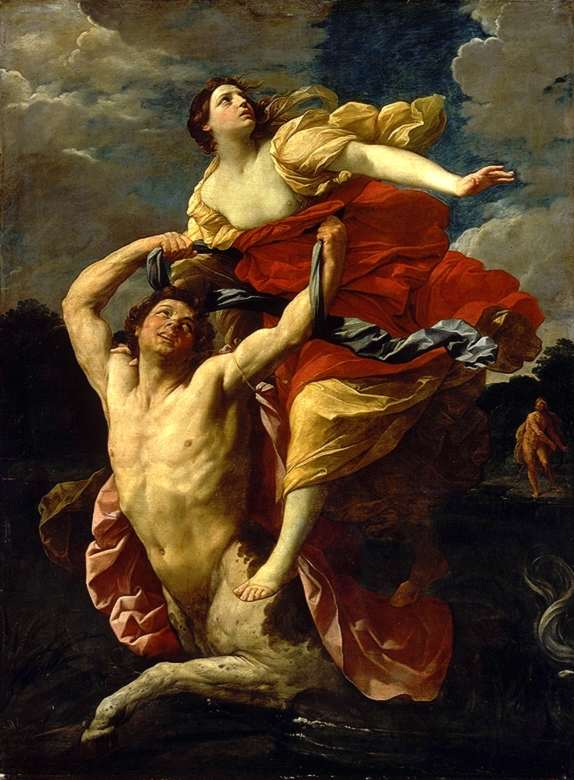
Kentaur Nessos a Déianeira

- - Héraklés a Achelóos – Achelóos vypráví o tom, jak bojoval s Heráklem o krásnou Deianeiru, a ač se změnil v hada i v býka, byl poražen a přišel o roh.
- Příběhy Hérakleovy
  - Nessos a Déianeira – Kentaur Nessos přenášeje Dianeiru přes řeku se ji pokusil unést. Herákles ho zabil. Nessos dal Dianeiře v krvi namočené roucho, o němž jí namluvil, že je lásky budičem.
  - Hérakleova smrt – Déianeira poujjme podezření v Heráklovu nevěru a pošle mu Nessovo roucho, o němž si myslí, že ho k ní připoutá, to ho naopak stravuje a působí mu smrt.
  - Lichás – Hérakles ve strašných bolestech. Rozzuří se na Licháse, jenž mu donesl otrávené roucho, a vrhne ho do moře. Lichás se změní v útes.
  - Héraklova apotheósa – Herákles byl po smrti vzat mezi bohy.
- Alkména a Iolé
  - Galanthis – Galanthis, služka Herakleovy matky Alkméné, oklamala Eileithyiu, jež na Júnonin rozkaz prodloužila Alkméniny porodní bolesti. Galanthis předstírala, že její paní již porodila, Eileithyia byla překvapená, rozevřela prsty a kolena a v tom okamžimku se Héraklés narodil. Galanthis byla proměněna v lasičku.
  - Dryopé a Lótis – Dryopé utrhla několik lístků lotosovému keři, nevědouc, že se jedná o skrývající se nymfu Lótis. Nato se Dryopé taktéž proměnila v lotos.
  - Ioláos – synové Kallirhoini – Hébé, bohyně věčného mládí a nebeská manželka Hérakleova, omladí Hérakleova vnuka I., poté je prorokováno, že z Kallirhoiných synů budou rovnou jinoši. Jupiter nakonec učiní přítrž dalším a dalším žádostem po omlazení
- Byblis – Milétova dcera Byblis se zamiluje do svého bratra Kauna, ten jí uteče a ona, marně ho pronásledujíc, se promění v pramen
- Ífis – Ífis se narodila jako dívka, svou matkou Telethúsou je však vydávána za chlapce, neboť Ligdus, Ífisin otec, nestojí o dceru. Ifis se má „oženit“ s Ianthou, zamiluje se do ní a v den svatby je proměněna v jinocha.

### 10. kniha
- Příběhy Orfeovy

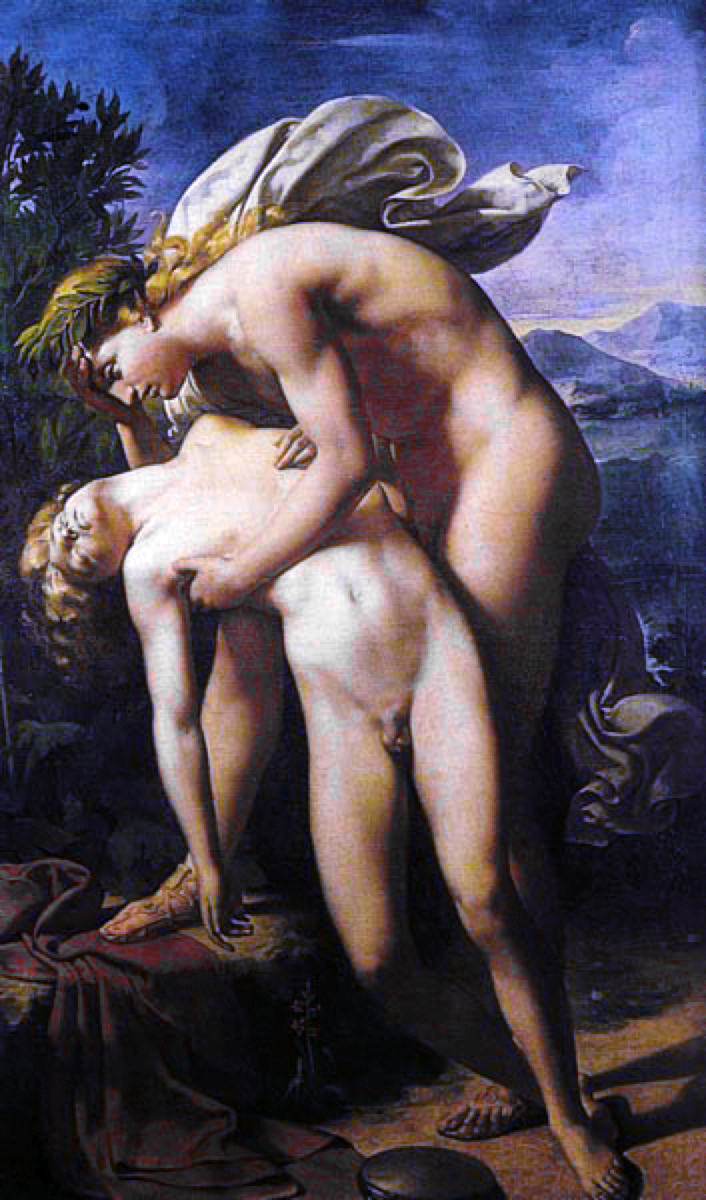
Hyakintova smrt, Méry-Joseph Blondel

  - Orfeus v podsvětí – Choť slavného pěvce Orfea Eurydika byvši uštknuta zmijí, zemře. Orfeus se za ní vydá do podsvětí, kde si vyprosí její návrat, avšak na zpáteční cestě, proti zákazu se ohlédne a tak ji ztratí navždy. proměna: mimochodem zmíněna proměna pěvce Oléna v kámen
  - Moc Orfeova zpěvu – Orfeus nesmírně podmanivě pěje, lkaje nad svou ztracenou láskou a kolem něj se shromažďuje všechna živá příroda. proměna: mimochodem zmíněna proměna Attise v pínii
  -  Kyparissos – Jinoch Kyparissos, omylem zabiv svého milovaného jelena, je proměněn v cypřiš
- Písně Orfeovy – Orfeus zpívá o zvláštních událostech.
  - Ganymédés – Trójský princ Ganymédes byl unesen v orla se proměnivším Jovem na Olymp, kde slouží jako číšník.
  - Hyakinthos – Apollónův oblíbenec Hyakinthos je ze žárlivosti zabit bohem Zefyrem, který se o Hyakintha také ucházel,z jeho krve vyraší nová rostlina – hyacint
  - Roháči a Própoitovny – v kyperském Amathu zabili Roháči (muži s rohy na čele) na Jovově oltáři hosta a za trest byli proměněni v býky; nestoudné Própoitovny zase upíraly Venuši božskou moc, a proto zkameněly
  - Pygmalión – panic Pygmalión si vyřezal krásnou ženskou sošku, do níž se zamiloval, Venuše mu ji proměnila v ženu – v Galateiu
  - Myrrha – Dcera krále Kinyry Myrrha se zamilovala do vlastního otce, a opivši ho, dosáhla ukojení svých vášní. Uprchla, prosila bohy, aby ji zbavili života, avšak neuvrhli v říši mrtvých – byla proměněna v myrhový strom.
  -  Adónis – Z hříšného spojení Myrrhy a Kinyry vzejde překrásný syn Adónis, do nějž se zamiluje sama Venuše, jež mu vypravuje:
    - Atalanté a Hippomenés – Krásná Atalanté se odmítala vdát za jiného, než za toho, jenž by ji předstihnul v běhu, podařilo se to až Hippomeneovi s Venušinou pomocí. Atalanté a Hippomenés znesvětili Jovův chrám, vyhověvše tam svému chtíči, a byli proměněni ve lvy.

Adonis byl zabit na lovu kance a Venuše z jeho krve dala vyrůst granátovému jablku

### 11. kniha

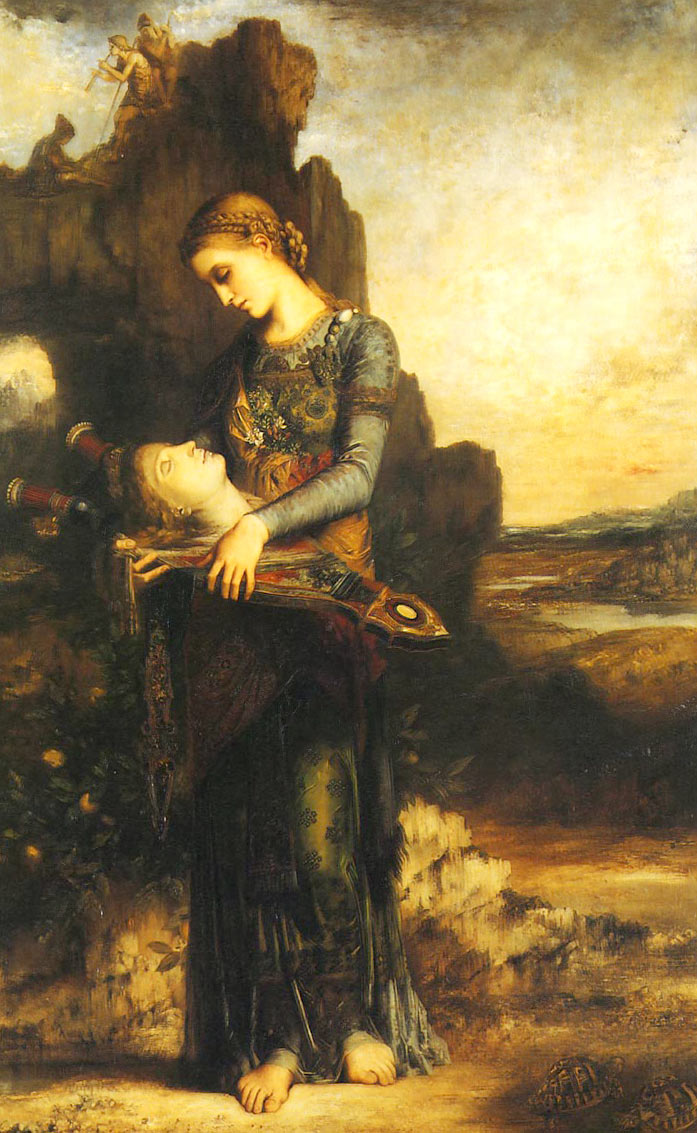
Hlava Orfea, malba z roku 1865 autor Gustave Moreau

- Orfeova smrt – Orfeus je zabit šílenými kikónskými ženami, které přehluší jeho zpěv. Vražedkyně jsou proměněny v stromy.
- Midas
  - Midás a Bakchos – král Midás se pohostinně stará o Bakchos druha Siléna, Bakchos mu za to slíbí splnit, cokoliv si Midás bude přát, ten si přeje, aby se vše, čeho se dotkne, změnilo ve zlato, umíraje hladem svůj omyl prohlédne a B. ho tohoto prokletí zbaví
  - Midovy uši – bohové Pan a Apollón se utkali v hudebním zápolení, zvítězil Apollón, avšak Midís s tím byl nespokojen, proto mu Apollón opatřil oslí uši, o nichž se dozvěděl nejprve kadeřník, posléze díra, kam se tajemstvím tížený kadeřník vyzpovídal a posléze všichni prostřednictvím na onom místě vyrašivšího rákosu, jenž tuto zvěst rozhlašoval do celého světa
- Láomedón a Hésioné – trojský král Láomed odmítl vyplatit sjednanou mzdu v lidi proměněným bohům Apollónovi a Neptunovi, ti na zemi seslali mor a lid požírající mořskou obludu; toto mělo být vykoupeno obětováním královy dcery Hésioné, Héraklés ji osvobodil, avšak nedostav slíbeného koně Tróju dobyl a H. připadla jeho druhu Telemónovi
- Příběhy Péleovy
  - Péleus a Thetis – Péleus dostal zálusk na bohyni Thetis, pokusil se jí zmocnit, ona však na sebe brala různé podoby (pták, strom, tygr) a unikla mu, Peleus dosáhl svého, až když ji spoutal a vytrval, dokud se nepřestane měnit, Thetis s ním pak počala Achilla
  - Péleus u Kéýka – Péleus zabil svého nevlastního syna Fóka, uprchnul a odešel za trachínským králem Kéýkem, který mu vypravuje:
  - Daidalión a Chioné – Keýkův bratr Daidalión měl krásnou dceru Chioné, která zplodila dvojčata – Autolyka s Merkurem a Filammóna s Apollónem, Chioné urazí Artemidu a je jí zabita, zoufalý Daidalión snaže se zabít je proměněn v jestřába
  - Zkamenělý vlk – na Péleova houfce dobytka je seslán krutý vlk, jenž dlouho a nelítostně vraždí, dokud není Thetidou proměněn v kámen
- Keýx a Alkyoné – Keýx se přes varování manželky Alkyoné vydal na dalekou mořskou cestu a zahynul, když Alkyoné spatřila jeho mrtvolu, vrhla se do moře, oba se proměnili v ledňáčky
- Aisakos – Aisakos bezmezně miloval Asteropu. Ta zemřela, na útěku před ním byla uštknuta hadem. Aisakos se vrhl do vln a byl proměněn v potápku, jež se stále snaží nalétávajíc do mořské hladiny způsobit si smrt.

### 12. kniha
- Z pověstí o trojské válce

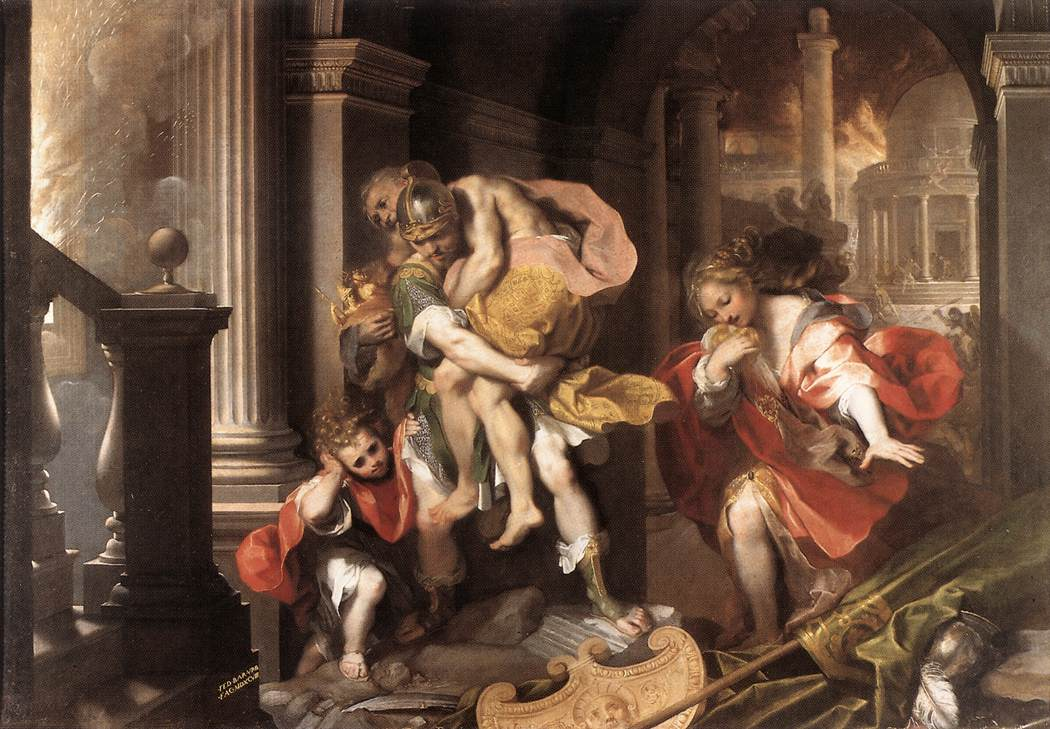
Trojská válka, Aeneás prchající z dobytého města

  - Řekové v Aulidě – Řekové jsou na válečné cestě do Tróji zdrženi rozbouřeným mořem v Aulidě. Zde zří, jak had pohltí osmero ptáčat i jejich matku, načež zkamení, což je předzvěstí průběhu války. Řekové se nemohou pohnout z místa, dokud nebude obětována panenská Ifigenie. Bohyni Dianě (řecky Artemis) se dívky zželí, na obětišti ji vymění za laň. Řekové mohou odplout do války
  - Hrad pověstí – kdesi uprostřed vesmíru se nachází hrad, kde bydli Pověst, dům je stále plný děje, střetávají se tu Lehkověrnost, Omyl, Radost, Strachy, Hrůzy, Vzpoura i Šepty
  - Kyknos – Kyknos, Neptunův syn, přestože byl nezranitelný, byl zabit Achillem, který ho musel udusit, jeho mrtvola se proměnila v bílého opeřence
- Hostina u Achillea – po vítězství nad Kyknem Achilles a další rekové se baví příběhy
  - Kaineus – dívka, jež byla znásilněna Neptunem, si vyprosila, aby byla proměněna v muže
  - Kentaur a Lapithové – na svatbě lapithského krále Peirithoa žen svatebních hostí, došlo k kruté a líté řeži, zahynulo mnoho hrdinů i kentaurů, nezranitelný Kaineus byl kentaury zavalen stromy, kládami a udušen, ze středu jeho smrtelné hromady vzlétl zvláštní pták
  - Periklymenos – Periklymenos byl silák, jenž se mohl proměnit v cokoliv, bojoval s Héraklem a byl jím zastřelen, maje podobu ptáka
- Smrt Achillova – Paris rukou vedenou Apollónem zastřelí Achilla, trefiv ho do paty
- Spor o výzbroj Achillovu – Aiás Telemónovec a Odysseus měli oba zájem na Achillově zbroji. Utkali se v řečnickém souboji, vzájemně se nestydatě haníce. Obratnější řečník Odysseus „vyhrál“ a odnesl si zbroj.

### 13. kniha

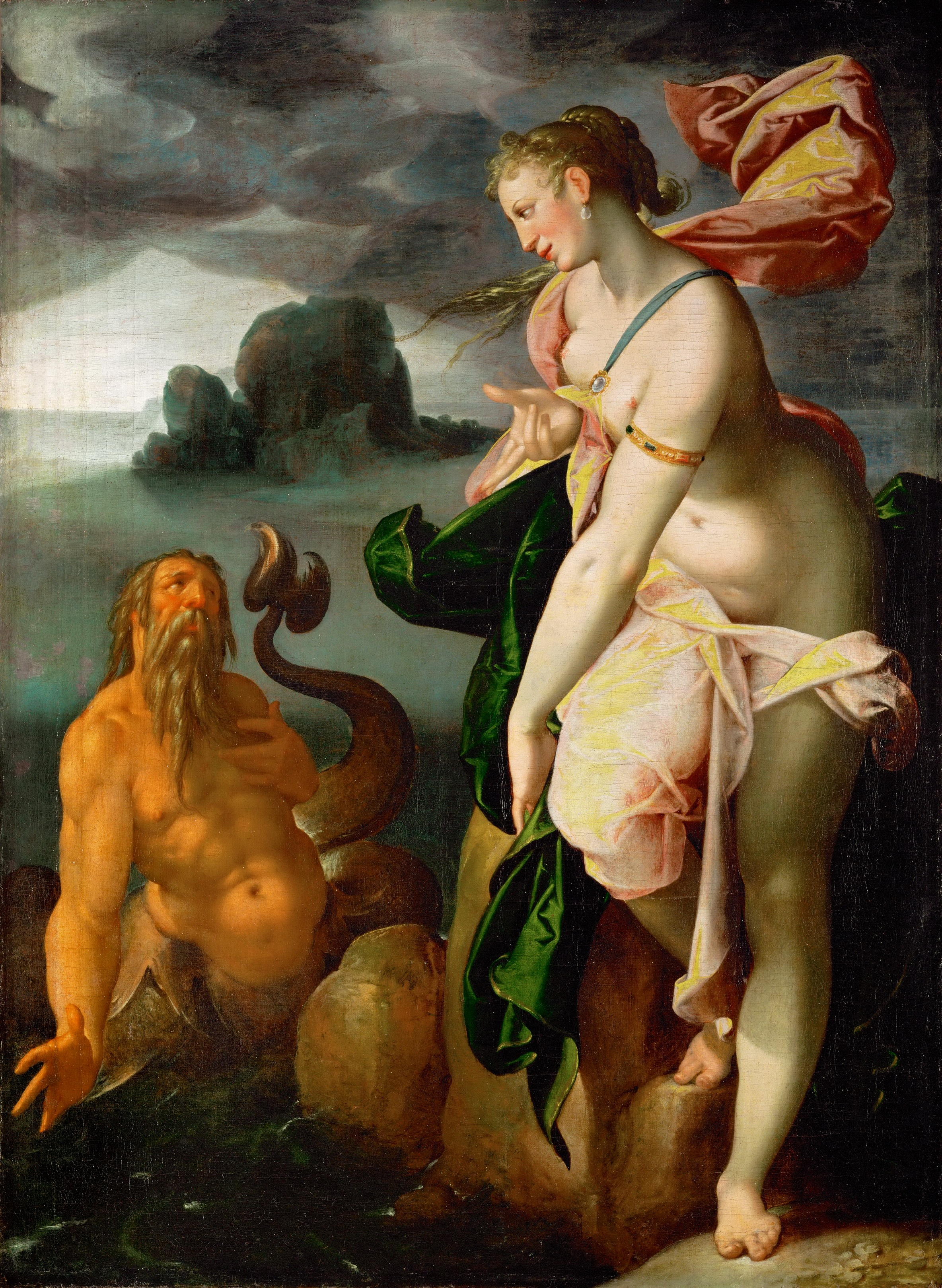
Glaucus a Skylla

- - Aiantova smrt – Aiás smuten z prohry zešílel a sám se proklál mečem, z jeho krve vyrostl nachový kvítek.
- Trojské ženy – Po pádu Tróje byly trojské ženy dány v plen řeckým vítězům. Nejmladší dcera královny Hekabé Polyxena byla obětována Achillově Stínu. Hekabin syn Polydóros daný na výchovu thráckému králi Polymestorovi, jenž ho ze ziskuchtivosti zabil. Hekabé vyškrábala Polymestorovi oči a proměnila se ve psa
- Memmón – Aurora, oplakávajíc svého Achillem zabitého syna Memmóna si na Jovovi vyprosila uctění svého syna. Z jeho popele tedy vznikali ptáci, kteří se rozdělili na dvě skupiny, bojovali spolu a spadali na Memmóna popel. Z Aurořiných slz vznikla rosa
- Příběhy Aenéovy
  - U Ania – uniknuvší Trójané v čele s Aeneem míří na Délos, kde jim Anius vypráví příběh svých dcer, které před Řeky uprchly tak, že se proměnily v holuby
  - Sicilská Skylla – Aeneás míří s Trójany na Sicílii, kde řádí mořská obluda S., jež prý kdysi byla krásnou dívkou
  - Ákis, Galateia a Polyfémos – Galateia milovala Ákise. Galanteiu miloval Kyklop Polyfémos. Polyféma usmrtil Ákise, jenž se změnil v sicilskou říčku.
  - Glaukos – mořský bůh Glaukos pronásleduje mladou S. a vypráví jí, jak byl člověkem a jak se proměnil v nevzhlednou mořskou bytost

### 14. kniha

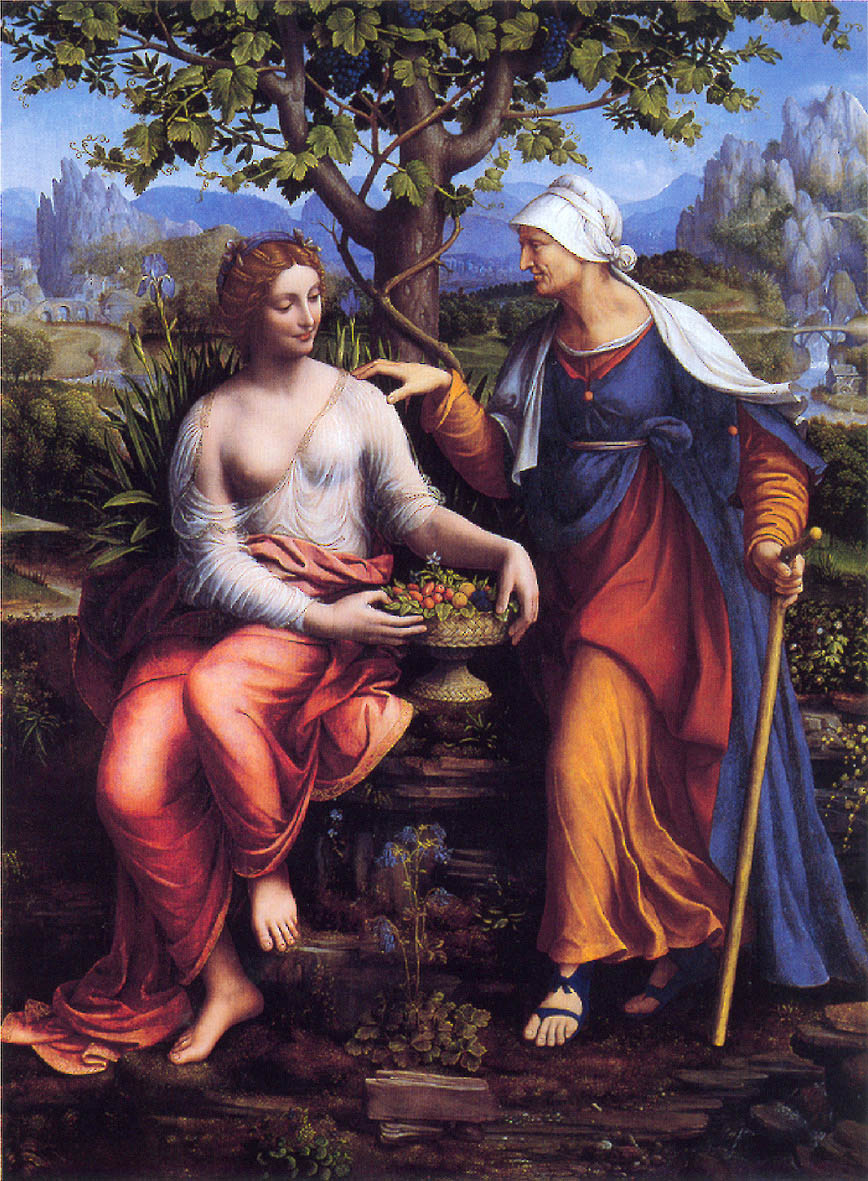
Vertumnus a Pomona, neznámý autor, 1518–1522

- - Skylla a Kirké – Glaukos se utíká pro radu k čarodějnici K., ta se doň však zamiluje sama a S. začarauje v obludu, která vraždí mořeplavce a posléze je proměněna v nebezpečné skalisko
  - Sibyla – Aeneás dorazí k věštkyni Sibyle, jež ho nechá nahlédnout do podsvětí a vypravuje mu, jak prosila Apollóna, aby jí dal tolik let, kolik zrnek prachu drží v hrsti, nemyslíc na ošemetné stáří, jež teď musí stovky let snášet
  - Achaimenidés a Makareus – Aeneás zachránil Odysseova druha A., který zůstal na Polyfémově ostrově
  - Odysseus a Kirké – O. připlul na K. ostrov, čarodějka změnila některé z jeho druhů ve vepře a O. musel usilovat o nápravu
  - Píkus a Kanéns – jinoch Píkus miluje Kanéns; avšak Píkus se zalíbí i čarodějce Kirké, která, poté co je odmítnuta, hocha promění v datla a jeho druhy v šelmy; Kanéns se žalem rozplyne
  - Druhové Diomédovi – na cestě z Tróji se Řek Diomédes dostal do hrozných bouří i dalších obtíží a jeho reptající druhové byli proměněni v ptactvo, on sám doplul do Itálie
  - Aenéovy lodi – během bitvy Aenea proti Turnovi v nové italské vlasti se Aeneovy lodi změní v najády
  - Ardea – Aeneas porazil Turna a dobyl město Ardeu, z jehož popela vzlétl pták
  - Aenéova apotheósa – Aéneus byl vzat na nebesa
- Pomona a Vertumnus – bohyně ovoce Pomóna byla pronásledována mnoha nápadníky. Nejhorlivějším byl bůh počasí Vertumnus, jenž na sebe bral různé podoby a nakonec se proměnil ve stařenu a přesvědčoval Pomonu, aby si ho vzala vyprávěje jí příběh:
- Anaxareté a Ífis – Ífis se zamiloval do urotezené Anaxareté, jež ho nedbala, a on se oběsil tedy oběsil. Anaxareté byla proměněna v kámen.

Pómóna se nakonec poddala Vertumnovi dobrovolně.
- Rómulus a Hersilia – Rómulus sjednotil Římany se Sabiny a byl zbožštěn, taktéž se stalo jeho manželce Hersilii.

### 15. kniha

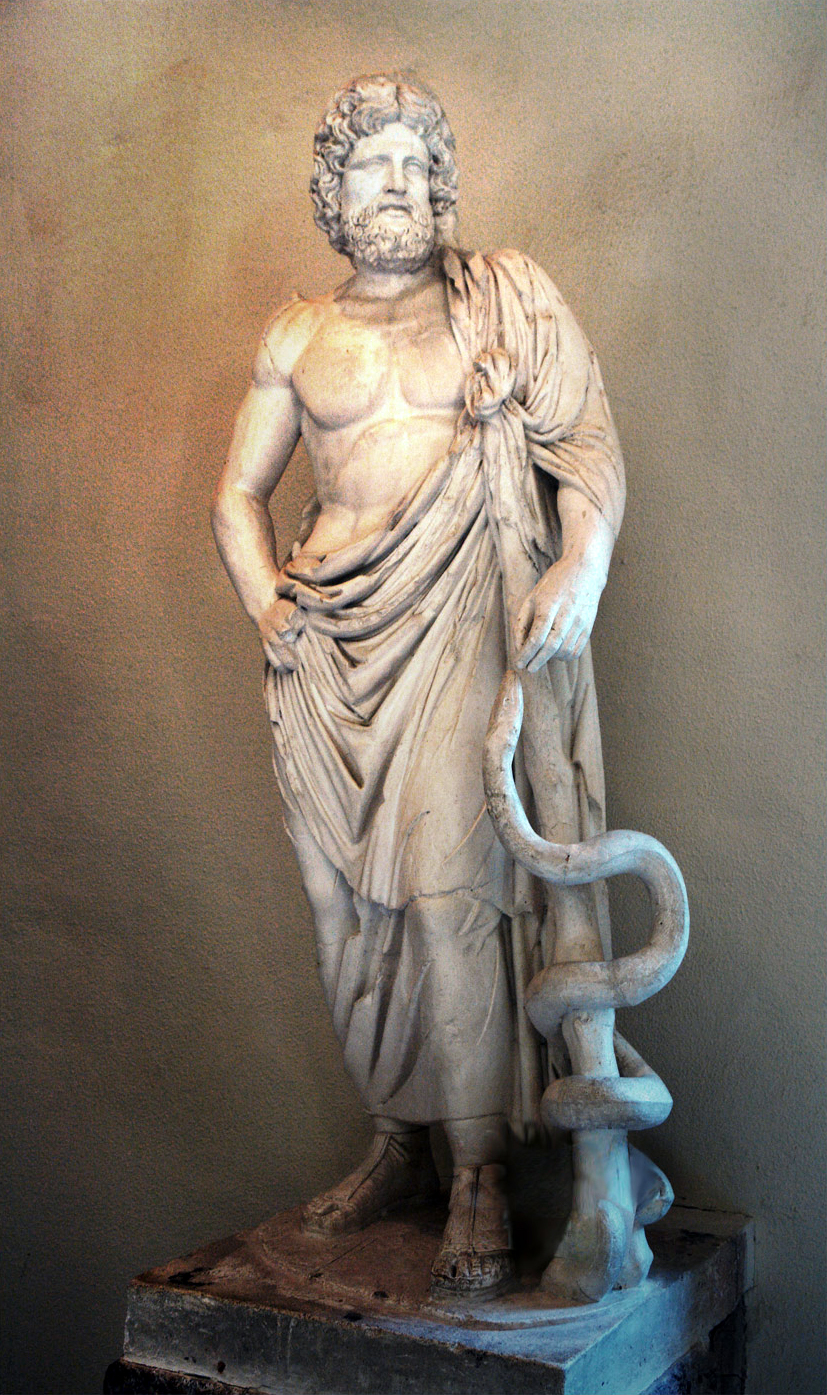
Asklépios

- Myskelos – Myskelovi se ve snu zjevil Hérakles a vybízel ho, aby odešel na Sicílii a založil tam město k poctě Héraklem zabitého Krotóna. V otčině Myskeliově platil zákaz stěhování, na nějž on ale nedbal. Byl odsouzen k smrti, avšak Hérakles změnil všechny černé kamínky, které stanovily smrt v bílé a Myskelos založil město Krotón.
- Pythagoras – Filosof Pythagoras mluví o věčné proměně, jíž podléhá lidstvo, živly, příroda i lidé, vybízí k vegetariánství, neboť vyznává stěhování duší mezi lidmi a zvířaty.
- Egeria – po smrti římského vladaře Numy, se jeho choť zahalí do hlubokého smutku, Hippolytos se jí snaží dokázat, že není v neštěstí sama, Égeria se nedá utěšit a je proměněna v chladný pramen.
  - Hippolytos – Do Hippolyta, syna Théseova, se zamilovala mladá Théseova žena Faidra, Hippolytos ji odmítl, ona spáchala sebevraždu a dopisem obvinila Hippolyta, že ji svedl, ten byl vyhnán a na útěku zahynul usmýkán koňmi. Po smrti byl proměněn v nízkého bůžka.
- Cípus – Cípus spatří ve vodní hladině na své hlavě rohy, je mu věštěno, že se stane králem, vstoupí do Říma a opravdu si na svoji stranu získá lid.
- Příchod Asklépiův do Říma – V Římě zuří mor, záchranou se stane Apollónův syn Asklépius, jenž do Říma dorazí v podobě hada.
- Caesarova apotheósa – Caesar byl po svém zavraždění vzat na nebesa v podobě komety.

## Inspirace
Dílo proměny inspirovalo mnoho dalších umělců např.:
- William Shakespeare – Romeo a Julie (Pyramos a Thisbé)
- Jean Racine: Faidra (Hippolytos)
- George Bernard Shaw: – divadelní hra Pygmalion – z něj muzikál My Fair Lady

## Tematika proměn

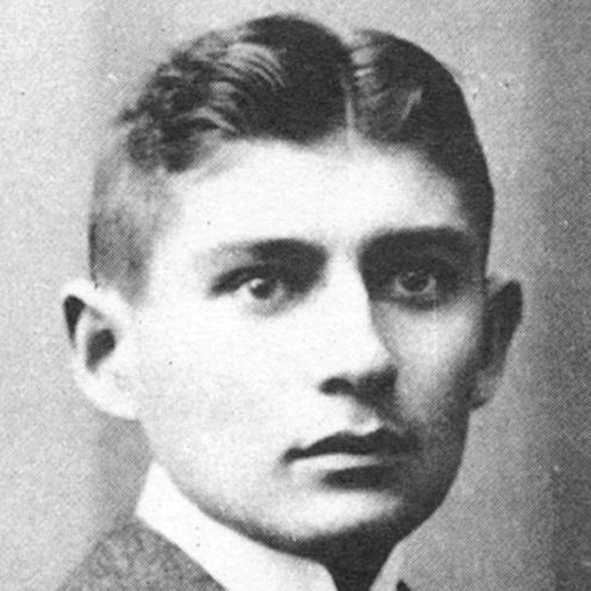
Franz Kafka

- Lucius Apuleius – Proměny (příběh známý též pod názvem Zlatý osel)
- Franz Kafka – Proměna
- František Hrubín – Proměna (Daidalos a Ikaros)